# L'origine dell'uomo e la selezione sessuale
L'origine dell'uomo e la selezione sessuale (titolo originale The Descent of Man, and Selection in Relation to Sex) è il volume pubblicato da Charles Darwin nel 1871, elaborato in seguito alla formulazione della teoria della selezione naturale. A differenza del suo volume più noto, L'origine delle specie per mezzo della selezione naturale (On the Origin of Species by Means of Natural Selection), l'origine dell'uomo viene pubblicato a poca distanza dal suo completamento, pur essendo l'idea fondamentale proposta già da tempo presente nella mente del naturalista inglese. Come egli stesso ricorda "Non appena mi convinsi, nel 1837 o '38, che le specie erano mutabili, non potei fare a meno di credere che l'uomo dovesse essere regolato dalla stessa legge", quindi l'origine dell'uomo è la naturale conseguenza della sua teoria sulla selezione naturale.
L'opera segna anche un momento cruciale nell'utilizzo del termine "evoluzione". Sebbene Darwin avesse sviluppato la teoria dell'evoluzione nei suoi scritti precedenti, nel Descent of Man il termine appare esplicitamente per la prima volta.  Il libro rimane una delle opere più significative di Darwin, contribuendo a consolidare la teoria dell'evoluzione e a stimolare il dibattito sull'origine e la natura dell'uomo.

## Contenuto
Il volume è suddiviso in due parti, La selezione in relazione al sesso e L'origine dell'uomo.
Nella prima Charles Darwin elenca i numerosissimi casi di caratteri sessuali secondari presente nelle diverse classi di vertebrati, tra cui l'uomo. In questa espone la teoria della selezione sessuale secondo la quale molti caratteri, in particolare i cosiddetti caratteri sessuali secondari, si evolvono in maniera differente rispetto a quelli che favoriscono la sopravvivenza dell'organismo che li presenta.
Questi caratteri, infatti, non favoriscono la sopravvivenza, ma la riproduzione dell'organismo, essendo favoriti durante la scelta riproduttiva compiuta dal sesso opposto. In tal modo essi possono affermarsi nella popolazione, diventando caratteristici della specie. Darwin avanza l'idea che gli esseri umani non siano un caso speciale, ma un prodotto del processo evolutivo, come tutte le altre forme di vita.
Nella seconda invece Darwin espone tutte le prove della evoluzione dell'uomo, sia nella sua discendenza comune con le scimmie antropomorfe, sia nello sviluppo delle diverse popolazioni (etnie) umane. Il secondo volume è dedicato alla selezione sessuale, una teoria proposta da Darwin che suggerisce che certi tratti fisici e comportamentali degli individui vengano selezionati non solo per la loro utilità nella sopravvivenza, ma anche per il loro valore attrattivo in ambito sessuale.

### Prima parte
- Capitolo I: Le prove della discendenza dell'uomo da una forma inferiore

Questo capitolo esplora le prove scientifiche che supportano l'idea dell'origine evolutiva dell'uomo da forme animali inferiori. Si discute delle strutture omologhe tra l'uomo e gli animali inferiori, come muscoli, organi di senso, peli, ossa e organi riproduttivi. Vengono analizzati anche gli organi rudimentali, che indicano un'evoluzione passata. Questi dati, insieme allo sviluppo embrionale e ad altre somiglianze anatomiche, suggeriscono che l'uomo condivide una discendenza comune con altre specie.
- Capitolo II: Confronto tra le capacità mentali dell'uomo e degli animali inferiori

Il capitolo discute le differenze e le somiglianze tra le capacità mentali dell'uomo e degli animali. Pur esistendo una netta differenza tra l'intelligenza dell'uomo e quella degli animali, vengono analizzati tratti comuni, come alcuni istinti, emozioni, curiosità, imitazione e memoria. Si esplorano anche altre facoltà mentali come l'immaginazione, la ragione e l'uso di strumenti, nonché la capacità di linguaggio, l'autoconsapevolezza, il senso della bellezza e la credenza in entità spirituali.
- Capitolo III: Confronto tra le capacità mentali dell'uomo e degli animali inferiori (continua)

Il capitolo approfondisce la comparazione tra l'uomo e gli animali in termini di senso morale. Si analizzano le virtù sociali, la lotta tra istinti opposti e il modo in cui l'uomo ha sviluppato virtù legate al benessere della comunità. Viene discusso come le virtù sociali siano più radicate nei primi stadi della vita umana e come le virtù egoistiche si sviluppino successivamente. L'importanza del giudizio sociale e la trasmissione delle inclinazioni morali vengono anch'essi trattati.
- Capitolo IV: Il modo di sviluppo dell'uomo da una forma inferiore

Questo capitolo esplora le cause della variabilità del corpo e della mente umani, confrontandole con quelle degli animali inferiori. Si discute delle leggi della variazione e dell'azione diretta delle condizioni di vita, come l'uso e il disuso delle parti corporee. L'evoluzione dell'uomo è esaminata in relazione alla selezione naturale, con particolare attenzione ai cambiamenti strutturali, come l'adozione della postura eretta, la riduzione dei denti canini, l'aumento delle dimensioni del cranio, la perdita della coda e la condizione difensiva più debole dell'uomo.
- Capitolo V: Lo sviluppo delle facoltà intellettuali e morali nei tempi primitivi e civili

Viene trattato il progresso delle facoltà intellettuali dell'uomo attraverso la selezione naturale, con un focus sull'importanza dell'imitazione. Si esplora come le facoltà sociali e morali si siano sviluppate all'interno delle tribù e come la selezione naturale abbia influito sulle nazioni civilizzate, suggerendo che anche queste ultime abbiano avuto un passato barbaro.
- Capitolo VI: Le affinità e la genealogia dell'uomo

Questo capitolo esplora la posizione dell'uomo nel sistema animale, facendo riferimento a piccole somiglianze tra l'uomo e i primati. Si discutono le implicazioni genealogiche dell'evoluzione umana, facendo riferimento alla condizione androgina primitiva dei vertebrati e alla mancanza di collegamenti fossili diretti. Si conclude con l'affermazione che l'uomo è il risultato di un lungo processo evolutivo che lo collega alle altre forme di vita.
- Capitolo VII: Le razze dell'uomo

Si discute la questione della classificazione delle razze umane come specie distinte o sottospecie, considerando gli argomenti dei monogenisti e dei poligenisti. Viene esaminato il concetto di "razza" alla luce delle somiglianze tra le razze umane in termini di corpo e mente. Si affrontano anche temi come l'estinzione e la formazione delle razze, l'effetto degli incroci e l'influenza della selezione sessuale.
- Capitolo VIII: I principi della selezione sessuale

Questo capitolo esplora la selezione sessuale e i caratteri sessuali secondari, come le modifiche nei maschi per attrarre le femmine, la poligamia e l'eccesso di maschi in molte specie. Si discute come la selezione sessuale agisca principalmente sui maschi, evidenziando la variabilità tra i maschi e l'elezione da parte delle femmine. Viene comparata la selezione sessuale alla selezione naturale, analizzando anche l'influenza della sessualità sui tratti ereditari.
- Capitolo IX: I caratteri sessuali secondari nei gruppi inferiori del regno animale

Viene trattato il modo in cui i caratteri sessuali secondari si manifestano in vari gruppi animali inferiori, come molluschi, crostacei e ragni, evidenziando la dimorfismo sessuale e le caratteristiche specifiche dei maschi, come i colori brillanti e il comportamento di stridulazione.
- Capitolo X: I caratteri sessuali secondari degli insetti

Si esplora la varietà di caratteri sessuali secondari negli insetti, tra cui le strutture nei maschi per trattenere le femmine, le differenze di dimensioni, i colori brillanti e la musica prodotta dai maschi per attirare le femmine. Si discutono anche le differenze tra i sessi in vari gruppi di insetti come tisanuri, dipteri e ortotteri.
- Capitolo XI: Gli insetti, continuazione — Ordine Lepidotteri

Il capitolo analizza il corteggiamento nelle farfalle, i colori brillanti dei maschi e delle femmine, la lotta tra i maschi e la loro variabilità. Si discute anche il mimetismo e come i colori luminosi delle femmine possano svolgere un ruolo diverso rispetto a quelli dei maschi. Si conclude con un confronto tra insetti e uccelli in relazione ai caratteri sessuali secondari.

## Seconda parte
- Capitolo XII: Caratteri sessuali secondari di pesci, anfibi e rettili

Il capitolo esplora le differenze sessuali secondarie in diverse specie di animali, partendo dai pesci. I maschi di molte specie si distinguono per dimensioni maggiori, colori vivaci e appendici ornamentali, che diventano evidenti soprattutto durante la stagione riproduttiva. Alcuni pesci costruiscono nidi e si occupano delle uova e dei giovani. Le femmine, generalmente meno vistose, non mostrano colori protettivi, e le differenze tra i sessi non sempre possono essere spiegate solo dal principio della protezione. Gli anfibi presentano differenze di struttura e colore tra i sessi, con un'attenzione particolare agli organi vocali. Nei rettili, i maschi di tartarughe e coccodrilli si distinguono per alcuni caratteri sessuali secondari, mentre nei serpenti e lucertole, i colori e le strutture corporee variano, con alcuni maschi che si impegnano in combattimenti per il possesso delle femmine.
- Capitolo XIII: Caratteri sessuali secondari degli uccelli

Questo capitolo approfondisce le differenze sessuali negli uccelli, evidenziando le armi speciali dei maschi, come becchi e artigli, e l'uso di organi vocali e canti come mezzo di attrazione. La danza e le "mimiche amorose" sono altre modalità di corteggiamento, con decorazioni permanenti e stagionali che variano. Molti maschi cambiano piumaggio durante le stagioni riproduttive, esibendo ornamenti per attrarre le femmine. La preferenza della femmina nei confronti di alcuni maschi, la variabilità tra gli individui e la selezione sessuale in relazione a tratti come gli ocelli (macchie colorate) sono trattati in dettaglio.
- Capitolo XIV: Uccelli - continua

Si discute la lunghezza del corteggiamento e la preferenza della femmina per determinati maschi. Inoltre, vengono esplorati i tratti mentali degli uccelli e la loro predisposizione a preferire bellezza o caratteristiche particolari. Si esamina anche come i tratti sessuali possano variare drasticamente in alcune specie, e come certe variazioni (come la coda del pavone o l'aspetto del fagiano argus) siano state selezionate sessualmente.
- Capitolo XV: Uccelli - continua

Viene affrontato il motivo per cui in alcune specie di uccelli solo i maschi hanno piumaggi vivaci, mentre in altre entrambe le femmine e i maschi sono colorati. Si esamina anche la trasmissione sessualmente limitata dei tratti, come nel caso delle piume dai colori brillanti. Inoltre, si discute il ruolo della nidificazione e la perdita del piumaggio nuziale durante l'inverno.
- Capitolo XVI: Uccelli - conclusione

Il capitolo finale sugli uccelli esplora le differenze tra i giovani e gli adulti, e tra i maschi di specie strettamente imparentate. Si analizzano casi in cui la femmina assume tratti maschili, e la variazione tra il piumaggio estivo e invernale. Si conclude con una riflessione sull'aumento della bellezza negli uccelli e sul colore protettivo, con un'analisi sui colori vivaci e l'apprezzamento della novità.
- Capitolo XVII: Caratteri sessuali secondari dei mammiferi

Il capitolo esamina le armi speciali dei maschi di molte specie di mammiferi, come le corna nei cervi, e il motivo per cui le femmine generalmente non possiedono armi simili. Si parla della dimensione maggiore dei maschi e delle loro tecniche di difesa. Viene analizzata anche la preferenza sessuale negli accoppiamenti tra quadrupedi.
Capitolo XVIII: Caratteri sessuali secondari dei mammiferi - continua
Si discutono altre peculiarità sessuali come la voce e l'odore, con un'attenzione particolare ai foche. Si esplorano anche i cambiamenti nel pelo e nel colore della pelle, e in casi anomali dove la femmina è più ornamentata del maschio. Il capitolo esamina anche il colore e gli ornamenti in relazione alla selezione sessuale, e la scomparsa di strisce e macchie nei quadrupedi adulti.
- Capitolo XIX: Caratteri sessuali secondari dell'uomo

Il capitolo analizza le differenze tra uomo e donna, inclusi potere mentale, voce e bellezza. Si discute come la selezione sessuale influenzi le unioni matrimoniali, con riferimento agli usi degli ornamenti e agli ideali di bellezza nelle culture primitive.
- Capitolo XX: Caratteri sessuali secondari dell'uomo - continua

Si esplorano gli effetti della selezione sessuale sulle donne, le differenze nei tratti di bellezza nelle diverse razze e la mancanza di peli nel corpo umano. Il capitolo conclude con una riflessione sullo sviluppo della barba e sul colore della pelle come risultato di selezione sessuale.
- Capitolo XXI: Sommario generale e conclusioni

Il capitolo finale riassume la teoria di Darwin, concludendo che l'uomo discende da forme inferiori. Viene discussa l'evoluzione dell'uomo e delle sue facoltà intellettuali e morali, con un approfondimento sulla selezione sessuale e una sintesi delle principali idee trattate nei capitoli precedenti.

## Pubblicazione
Nella prefazione della seconda edizione, Darwin descrisse il difficile percorso di pubblicazione di quest'opera, che affrontava temi sensibili riguardo alla posizione dell'uomo nella natura e alla selezione sessuale. È ancora in discussione la motivazione per cui le due parti siano state unite e pubblicate in un solo saggio, anche se la evidente relazione tra quelli che lui definisce i caratteri sessuali secondari dell'uomo (p.es. facoltà musicali), e lo sviluppo di particolari capacità nell'uomo, può far intravedere l'importanza che lo stesso Darwin conferisce alla selezione sessuale nell'evoluzione umana.

## Importanza scientifica
Fin dalla sua pubblicazione il volume è stato oggetto di intense polemiche testimoniata dalla intensa difesa dello stesso condotta dal cosiddetto Mastino di Darwin, Thomas Huxley, egli stesso autore di un volume, Il posto dell'uomo nella Natura, in cui propugna le teorie del naturalista anche se in forma meno tecnica.
Il libro presenta un'importante riflessione sulla posizione dell'uomo nel regno animale, rispondendo a critiche religiose e scientifiche. In uno degli ultimi capitoli, Darwin discute il concetto di "origine umile", enfatizzando come gli esseri umani, come tutte le altre specie, siano il risultato di un lungo processo evolutivo. Le osservazioni di Darwin furono fondamentali per l'affermazione dell'evoluzionismo, anche se il libro suscitò dibattiti e critiche da parte di chi, per motivi religiosi o filosofici, non accettava l'idea che l'uomo fosse un prodotto dell'evoluzione animale.

## Edizioni
- (EN) Charles Darwin, The descent of man, and selection in relation to sex, London, John Murray, 1871.

### Edizioni italiane
- L'origine dell'uomo e La scelta in rapporto col sesso, traduzione di Michele Lessona, Torino, UTET, 1871.
- L'origine dell'uomo e la selezione sessuale, traduzione di Paola Fiorentini e Mario Migliucci, Roma, Avanzini e Torraca edizioni, 1966. Introduzione di Giuseppe Montalenti, Newton Compton, Roma, 1972.
- Scritti antropologici. L'origine dell'uomo. L'espressione delle emozioni nell'uomo e negli animali, A cura di Giorgio Celli, Milano, Longanesi, 1971.
- L'origine dell'uomo e la scelta sessuale, a cura di Brunetto Chiarelli con un saggio di Filippo De Filippi, Collana Saggistica BUR, Milano, Rizzoli, 1982.
- Charles Darwin, L'origine dell'uomo e la selezione sessuale, Newton Compton Editori, 2011, ISBN 978-88-541-2602-2.